# Bad Blood (Blood on the Dance Floor)
Bad Blood è il sesto album in studio del gruppo musicale statunitense Blood on the Dance Floor, pubblicato nel 2013.

## Tracce
1. Unchained – 4:16
2. I Refuse to Sink – 4:00
3. Bad Blood – 3:21
4. Always and Forever – 4:28
5. Fake Is the New Trend – 2:54
6. Damaged – 3:34
7. Bohemyth – 3:53
8. Divided We Fall – 3:29
9. Crucified By Your Lies – 4:24
10. Something Grimm – 3:49
11. Redeemer – 3:40
12. Mourning Star (feat. Haley Rose) – 3:43
13. Everyone Dies Alone – 0:23